# 白い水曜日
白い水曜日（ペルシア語: چهارشنبه‌های سفید、英語: White Wednesdays）、イラン・イスラーム共和国で、自由の自由運動の創設者によるヒジャブ強制着用との闘いを目的とした社会キャンペーンである。